# Réserve naturelle de Våle prestegårdsskog
La réserve naturelle de Våle prestegårdsskog  est une réserve naturelle norvégienne qui est située dans le municipalité de Tønsberg, dans le comté de Vestfold.

## Description
La réserve naturelle de 0,063 km2 a été créée en 1980, juste à l'ouest du village de Våle. Våle prestegårdsskog est une forêt de feuillus dominée parle hêtre commun. Les hêtres forment une canopée dense. Après l'éclatement des feuilles au printemps, peu de lumière s'échappe sur le sol de la forêt. Peu de plantes prospèrent dans les environs ombragés sous les couronnes de hêtres, mais avant que les feuilles ne coupent la lumière, l'anémone sylvie fleurit en grands tapis dans la forêt de hêtres. Le pigeon ramier niche dans les arbres creux. Une piqte de ski éclairée en hiver traverse la réserve.
Le but de la conservation est de préserver une population forestière de feuillus avec, entre autres, une grande et rare formation de fougères dans la forêt de hêtres et de canche des montagnes.